# Cầu Đầm Cùng
Cầu Đầm Cùng bắc qua sông Bảy Háp nối liền huyện Cái Nước và huyện Năm Căn thuộc địa phận tỉnh Cà Mau.
Cầu được khởi công ngày 5 tháng 1 năm 2009 do Ban quản lý dự án đường Hồ Chí Minh - Bộ GTVT làm chủ đầu tư với tổng mức đầu tư trên 351 tỷ đồng. Tổng công ty xây dựng công trình giao thông 6 và Tổng công ty xây dựng công trình giao thông 1 chịu trách nhiệm thi công.
Điểm đầu cầu Đầm Cùng thuộc xã Trần Thới, huyện Cái Nước, điểm cuối thuộc địa phận xã Hàm Rồng, huyện Năm Căn. Cầu có quy mô 2 làn xe, chiều rộng bề mặt 12m, chiều dài tuyến 2050 m, trong đó chiều dài cầu 668 m và đường hai đầu cầu dài 1380m, quy mô vĩnh cửu bằng bê tông cốt thép dự ứng lực
Cầu Đầm Cùng là một trong hai cây cầu cuối cùng trên Đường Hồ Chí Minh từ Pác Bó (Cao Bằng) đến Mũi Cà Mau. Việc khánh thành và đưa vào sử dụng cầu Đầm Cùng đồng nghĩa với việc chấm dứt hoạt động của phà Đầm Cùng, phà cuối cùng trên Quốc lộ 1. Sáng 30 tháng 1 năm 2012 tại ấp Đầm Cùng xã Trần Thới, huyện Cái Nước, tỉnh Cà Mau, Bộ GTVT phối hợp với tỉnh Cà Mau tổ chức khánh thành cầu Đầm Cùng.